# セレン化ストロンチウム
セレン化ストロンチウム(Strontium selenide)は、化学式SrSeの無機化合物である。

## 合成
セレン化ストロンチウムは、600℃でセレン酸ストロンチウムを水素で還元することで合成できる。また、ストロンチウムとセレン化水素を液体アンモニア中で反応させることで合成できる。

## 性質
セレン化ストロンチウムは、直方晶系で空間群Fm3mに結晶化する。塩化ナトリウム型の構造を持つ。高圧(14 GPa)下では、塩化セシウム型の空間群Pm3mの構造に転換する。
高温でのセレン化水銀と二セレン化ゲルマニウムの反応で、SrHgGeSe4結晶が得られる。スズの存在下、高温でトリウム及びセレンと反応し、SrTh2Se5が得られる。